# هارتس (بازی)
هارتس (به انگلیسی: Hearts) یک بازی کارتی دست بردنی (به انگلیسی: trick-taking) است که به صورت چهارنفره بازی می‌شود (با بازی رایج در ایران، بی‌دل، اشتباه گرفته نشود).

## نحوه بازی

کارت ۲ خاج

در ابتدا ۵۲ کارت بین ۴ بازیکن (هر بازیکن ۱۳ کارت) پخش می‌شود سپس هر بازیکن ۳ کارت را به دلخواه خود انتخاب کرده و به بازیکن دیگر (در دست اول به بازیکن سمت چپ، در دست دوم به بازیکن سمت راست و در دست سوم به بازیکن روبرو) می‌دهد سپس بازیکنی که صاحب کارت ۲ خاج است بازی را شروع می‌کند.
سپس بقیه بازیکن‌ها نیز به ترتیب ساعت گرد کارت خود را روی زمین می‌گذارند و بازیکنی که با ارزش‌ترین کارت از خال شروع شده را بازی کرده باشد کارت‌های زمین را می‌برد و شروع کننده دور بعدی خواهد بود (مشابه بازی حکم).
هدف در این بازی خودداری کردن از بردن کارت‌های دل و بی‌بی پیک است.

### قوانین
- بازیکن موظف است کارتی با خال شروع شده بازی کند مگر اینکه کارتی با این خال نداشته باشد که در این صورت به دلخواه مجاز به بازی با هر کارتی می‌باشد (در ابتدای هر دست مجاز به بازی کارت‌های دل و بی‌بی پیک نمی‌باشد).
- بازیکن شروع کننده دور نمی‌تواند خال دل بازی کند مگر اینکه دل شکسته شده باشد (بازیکنی قبلاً دل یا بی‌بی پیک بازی کرده باشد).

## امتیازدهی
هر دست از بازی تا اتمام کارت‌های بازیکنان ادامه میابد و پس از سه دست بازی، بازیکنی که کمترین امتیاز را داشته باشد برنده بازی می‌شود.

شمارش امتیازات به صورت زیر می‌باشد:
- هر کارت دل = ۱ امتیاز
- کارت بی‌بی پیک = ۱۳ امتیاز
- کارت سرباز خشت = -۱۰ امتیاز

### شق‌القمر(بهانگلیسی:Shooting the Moon)
اگر بازی کنی خلاف روال عادی بازی عمل کند و موفق شود همه کارت‌های دل و کارت بی‌بی پیک را تصاحب کند، در آن دست ۰ امتیاز می‌گیرد و سایر بازیکنان هرکدام ۲۶ امتیاز می‌گیرند.